# Milan Horáček

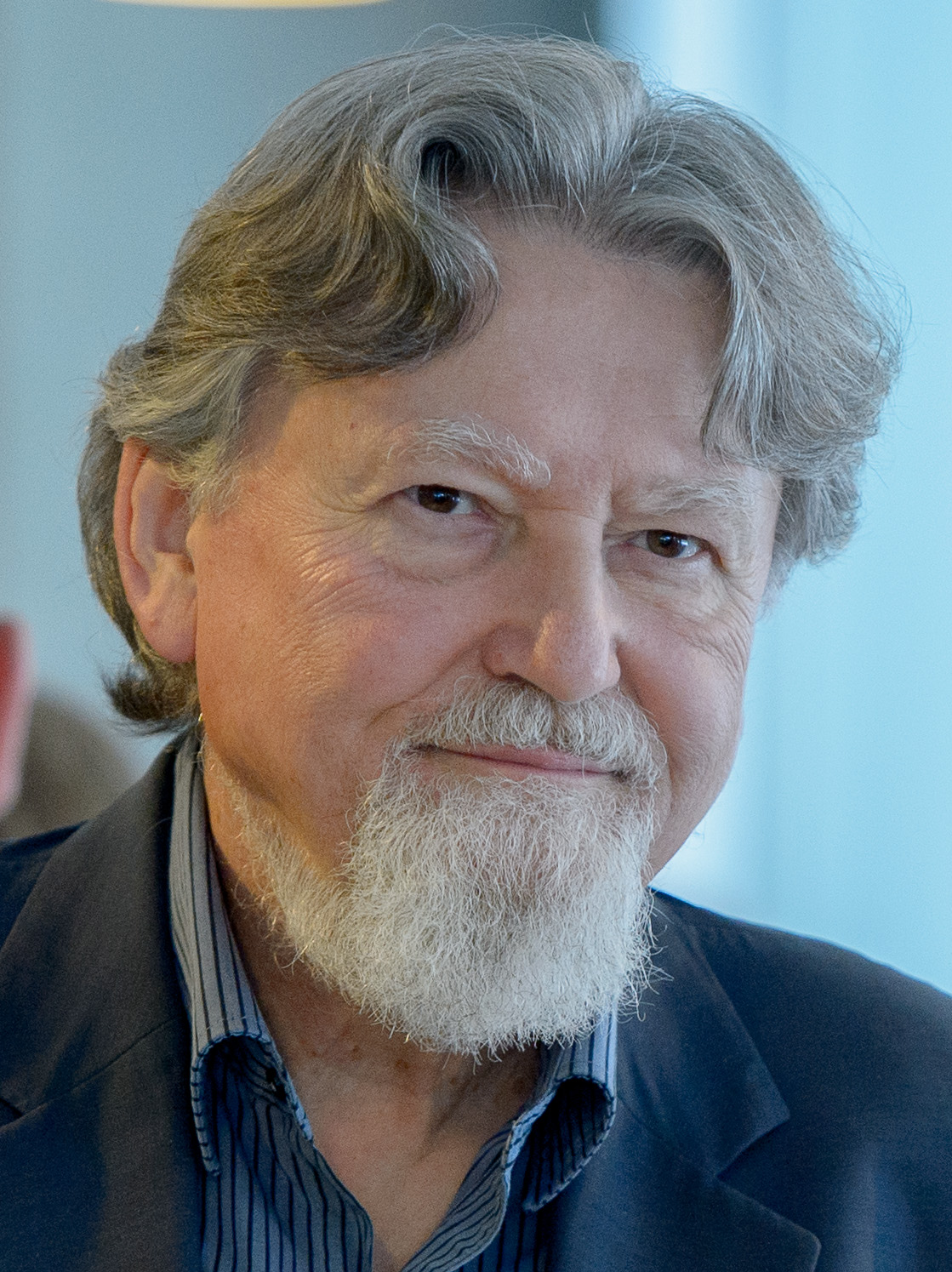
Milan Horáček (2015)

Milan Horáček (* 30. Oktober 1946 in Velké Losiny, Tschechoslowakei) ist ein tschechisch-deutscher Politiker. Er ist ein Gründungsmitglied der Partei Die Grünen und war von 2004 bis 2009 Europaabgeordneter für Bündnis 90/Die Grünen.

## Leben
Milan Horáček, der in der Tschechoslowakei den Beruf des Elektromonteurs gelernt hatte, wurde in den Jahren 1965 bis 1967 als „politisch unzuverlässig“ eingestuft und zeitweise inhaftiert. Nach den Ereignissen des Prager Frühlings emigrierte er 1968 in die Bundesrepublik Deutschland. Hier arbeitete er in der Industrie und für eine Gewerkschaftszeitschrift. 
1976 bis 1981 studierte er in Frankfurt Politikwissenschaft und war 1979 an der Gründung der Partei Die Grünen als Gründungsmitglied beteiligt. In den 1980er Jahren war er in Hessen für seine Partei aktiv. Er war von 1981 bis 1983 Stadtverordneter in Frankfurt am Main und rückte am 2. September 1983 für den ausgeschiedenen Abgeordneten Klaus Hecker in den Deutschen Bundestag nach, dem er bis zum 3. Oktober 1985 angehörte.
Horáčeks politische Schwerpunkte sind die Außen- und Sicherheitspolitik, Osteuropa und Menschenrechte. Neben seiner parteipolitischen Arbeit engagierte er sich in der exil-tschechoslowakischen Kultur und Politik. Er ist Herausgeber der Exilzeitschrift Listy (Blätter) und für die tschechische grüne Partei Strana zelených aktiv.
1990 wurde Horáčeks Ausbürgerung aus der Tschechoslowakei von Václav Havel zurückgenommen, der ihn auch in seinen Beraterstab aufnahm; von 1991 bis 2004 war er Leiter der grünen Heinrich-Böll-Stiftung in Prag. Seit 2000 ist er Teilnehmer des Deutsch-Tschechischen Gesprächsforums.
Als Kandidat der Bündnis 90/Die Grünen-Landesverbände Sachsen, Sachsen-Anhalt und Thüringen wurde Horáček bei der Europawahl im Juni 2004 ins Europäische Parlament gewählt. Er war seitdem Europaabgeordneter für Bündnis 90/Die Grünen in der Fraktion Die Grünen/Europäische Freie Allianz. Er war  stellvertretendes Mitglied  im Ausschuss für Landwirtschaft und ländliche Entwicklung und im Ausschuss für auswärtige Angelegenheiten sowie  Mitglied des Unterausschusses Menschenrechte und der Delegation im Gemischten Parlamentarischen Ausschuss EU-Kroatien. Bei der Europawahl 2009 trat er in der Bundesrepublik nicht mehr an, allerdings kandidierte er bei dieser Europawahl in Tschechien für die Partei Strana zelených.
Milan Horáček gehört seit November 2014 dem Präsidium des Bundes der Vertriebenen an.